# Krzysztof Andrzejak
Krzysztof Andrzejak (ur. 10 stycznia 1975 w Bydgoszczy) – polski lekkoatleta, wieloboista.

## Osiągnięcia
Zawodnik BKS Bydgoszcz jest 7-krotnym mistrzem Polski (większość tytułów zdobył jako zawodnik Zawiszy Bydgoszcz). W 2002 oraz 2003 został mistrzem Polski w dziesięcioboju (na stadionie). W 1998, 2000, 2004 oraz 2008 zdobył złoto Halowych Mistrzostw Polski w siedmioboju. W 1997 został Halowym Mistrzem Polski w trójskoku. Największym sukcesem na międzynarodowych zawodach jest 8. miejsce podczas Halowych Mistrzostw Europy (7-bój, Gandawa 2000).

## Rekordy życiowe
- bieg na 400 m – 48,67 s. (2001)
- skok wzwyż – 2,13 m (1998, 2001)
- trójskok – 16,14 m (2005)
- dziesięciobój lekkoatletyczny – 7925 pkt. (7 czerwca 2002, Szczecin[1]) – 11. wynik w historii polskiej lekkoatletyki
- siedmiobój lekkoatletyczny – 5815 pkt. (2004)